# Eurocommunisme

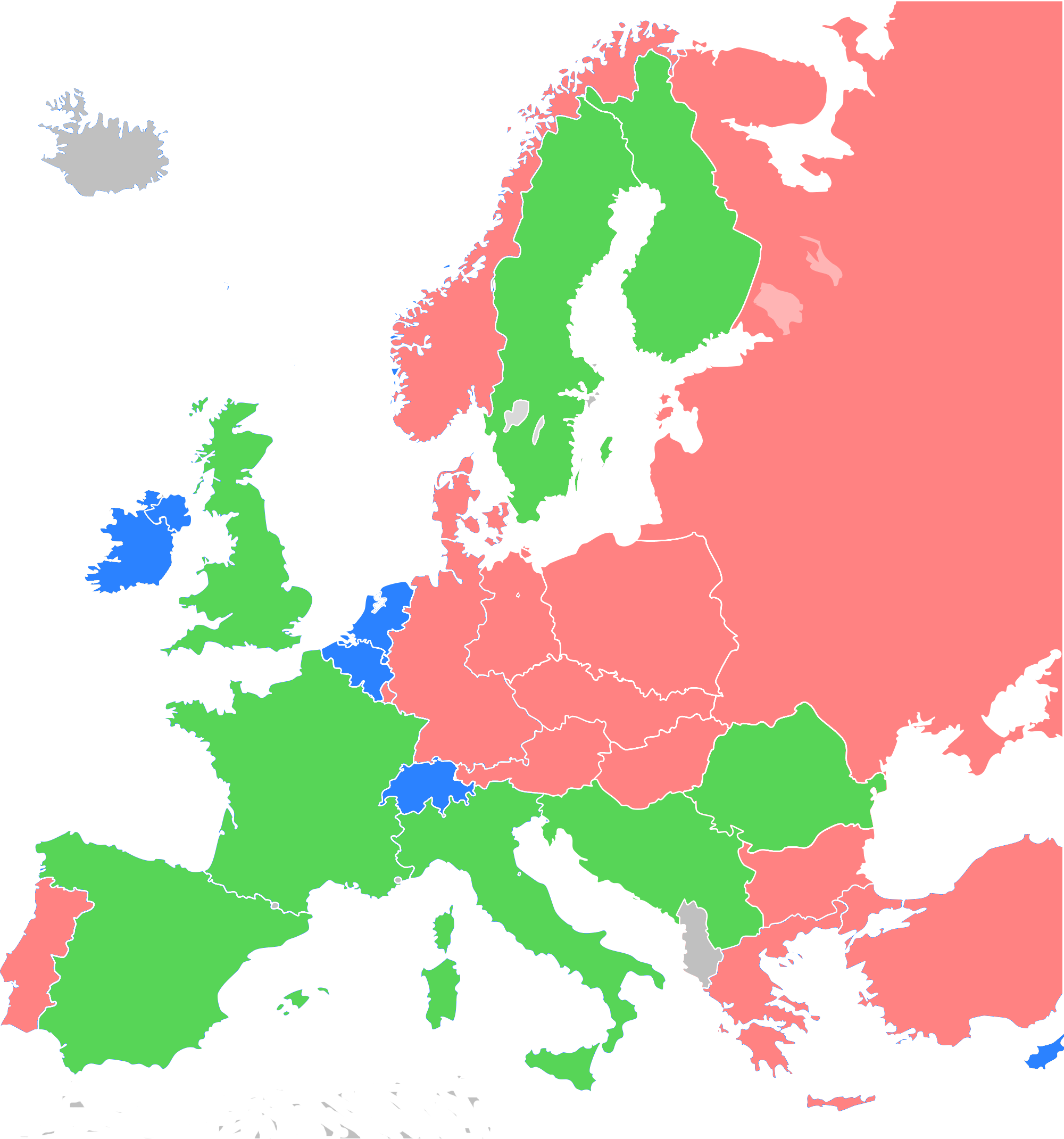
Posities van de Europese communistische partijen tijdens de Conferentie van Berlijn van 1976:
Orthodox
Eurocommunistisch
Neutraal

Het eurocommunisme was een stroming binnen het West-Europese marxisme-leninisme vanaf de jaren 70, die een koers onafhankelijk van de Sovjet-Unie voorstond. In de praktijk uitte dit zich in een beleid dat meer gericht was op sociale hervorming dan revolutie en bereidheid tot compromissen met niet-communistische politieke partijen. Buiten West-Europa wordt het soms aangeduid als "neocommunisme".
Het eurocommunisme legde de klemtoon op een pluralistische visie van het communisme. Met pluralisme werd bedoeld dat iedere communistische partij onafhankelijk over haar eigen beleid moest kunnen beslissen, zonder ondergeschikt te zijn aan de Communistische Partij van de Sovjet-Unie of de Communistische Partij van China. Daarnaast uitte het pluralisme ook in het streven naar het vormen van coalities met sociaaldemocraten en christendemocraten. De eurocommunistische partijen waren kritisch op het beleid van de Sovjet-Unie, maar vonden wel dat het beleid van de Sovjet-Unie “globaal genomen positief” was. Hiermee verschilt het eurocommunisme met het trotskisme. De eurocommunistische partijen hielden vast aan het democratisch centralisme.
De grondslag voor het eurocommunisme is ontstaan tijdens de gezamenlijke conferentie van de Franse Communistische Partij (PCF), de Italiaanse Communistische Partij (PCI) en de Communistische Partij van Spanje (PCE) in maart 1977. Grondleggers van het eurocommunisme waren Santiago Carrillo, Enrico Berlinguer en Georges Marchais. Later nam de Franse communistische partij afstand van het eurocommunisme. Als belangrijkste wapenfeit geldt het historisch compromis van 1978, toen de Italiaanse communisten als gedoogpartner werden ingesteld van een christendemocratische regering onder Aldo Moro.
Critici wezen op de contradictie dat de eurocommunistische partijen stelden dat socialisme altijd democratisch is, dat de Sovjet-Unie ondemocratisch geregeerd werd, maar dat tegelijkertijd de toenmalige Sovjet-Unie een socialistische staat zou zijn.

## Het eurocommunisme na 1989
Nadat het socialistische stelsel in Oost-Europa in elkaar gestort was, lieten verschillende voormalige aanhangers van het eurocommunisme deze ideologie achter zich. In Italië werd de PCI ontbonden; de voorstanders van de ontbinding gingen over naar meer sociaaldemocratische standpunten en richtten de Democratische Partij van Links (PDS) op, terwijl de tegenstanders de eurocommunistische traditie voortzetten in de Partij van de Communistische Herstichting (PRC). In Nederland ging de CPN in 1990 op in GroenLinks, maar werd in 1992 de NCPN opgericht door orthodoxe communisten die in de jaren '80 het Horizontaal Overleg Communisten (HOC) en VCN, Partij van Communisten in Nederland oprichtten en in 1992 fuseerden tot de NCPN, die dus niet eurocommunistisch is. In Spanje richtte de PCE samen met andere linkse partijen de sociaal-communistische beweging Verenigd Links (IU) op. De Franse PCF daarentegen ging de omgekeerde richting uit: in de jaren tachtig wendde ze zich af van het eurocommunisme en keerde terug naar Sovjetvriendelijke standpunten, die het na de val van de communistische regimes verving door een oproep tot een "communisme van de nieuwe generatie".
Al voordat het einde van de Koude Oorlog de positie van de Europese linkse partijen in vraag stelde en het politieke debat in de richting van liberale en neoliberale hervormingen stuurde, maakten verschillende eurocommunistische partijen al interne strubbelingen door. De rechterzijde van de communisten (die zou opgaan in de latere Democratische Partij van Links in Italië of het latere Initiatief voor Catalonië - Groenen) nam in toenemende mate sociaaldemocratische posities in, terwijl de linkerzijde (die later partijen zou vormen zoals de Communistische Herstichting in Italië of de Communistische Partij van Spanje) moeite deed om duidelijk herkenbare "communistische" posities aan te houden.

## Bibliografie

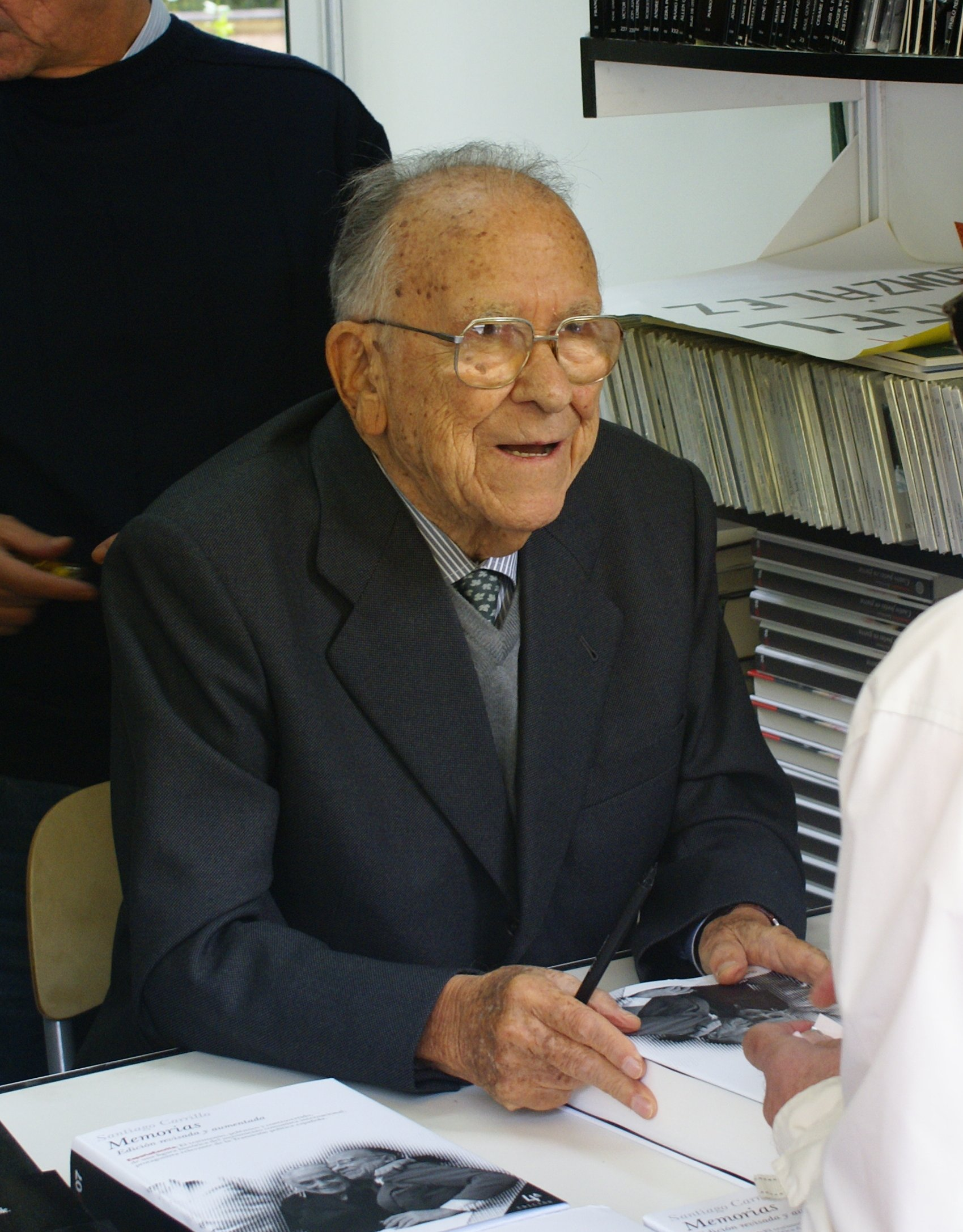
Santiago Carrillo in 2006.